# Hydrovatus heterogynus
Hydrovatus heterogynus är en skalbaggsart som beskrevs av Zimmermann 1926. Hydrovatus heterogynus ingår i släktet Hydrovatus och familjen dykare. Inga underarter finns listade i Catalogue of Life.